# Sovrani del Galles
Prima della conquista edoardiana, avvenuta nel 1282, il Galles consisteva di diversi principati indipendenti, dei quali i più importanti erano Gwynedd, Powys, Deheubarth (in origine Seisyllwg e Dyfed), Gwent e Morgannwg. I cambi nei confini e l'equa divisione del patrimonio, significarono che pochi principi riuscirono mai ad arrivare vicini a regnare sull'intero Galles.
I nomi dei personaggi noti per aver regnato su uno o più dei principati sono elencati di seguito (quelli in grassetto regnarono su gran parte del Galles).

## Deheubarth
- Howell il Buono (920-950)
- suo figlio, Owain ap Hywel (950-986) il principato venne diviso per un periodo tra lui e i suoi fratelli,
- Rhodri ap Hywel (950-953) e
- Edwin ap Hywel (950-954)
- il figlio di Owain ap Hywel, Maredudd ab Owain (986-999)
- Cynan ap Hywel, principe di Gwynedd (999-1005)
- il figlio di Maredudd ab Owain, Edwin ab Einion (1005-1018) che co-regnò col fratello,
- Cadell ab Einion (1005-1018)
- Llywelyn ap Seisyll, principe di Gwynedd (1018-1023)
- Rhydderch ap Iestyn, principe di Gwent (1023-1033)
- il figlio di Edwin ab Einion, Hywel ab Edwin (1033-1044)
- il figlio di Rhydderch ap Iestyn, Gruffydd ap Rhydderch (1047-1055)
- Gruffydd ap Llywelyn, principe di Gwynedd (1055-1063)
- il nipote di Edwin ab Einion, Maredudd ab Owain ab Edwin (1063-1072)
- suo fratello, Rhys ab Owain ab Edwin (1072-1078)
- suo cugino di secondo grado, Rhys ap Tewdwr (1078-1093)

il Deheubarth fu nelle mani dei normanni dal 1093 al 1155
- Gruffydd ap Rhys (1116-1137) governò su parte del Deheubarth col permesso dei normanni
- suo figlio, Anarawd ap Gruffydd (1136-1143)
- suo fratello, Cadell ap Gruffydd (1143-1151)
- suo fratello, Maredudd ap Gruffydd (1151-1155)
- suo fratello, Rhys ap Gruffydd (1155-1197)
- suo figlio, Gruffydd ap Rhys (1197-1201) che per un periodo governò congiuntamente col fratello,
- Maelgwyn ap Rhys (1199-1230) che contese il territorio al fratello,
- Rhys il Rauco (Rhys Gryg) (1216-1234)

Dal 1234 al 1283, il Deheubarth fu soggetto ai principi di Gwynedd
- il figlio di Rhys il Rauco, Rhys Mechyll (1234-1244) governò su parte del Deheubarth
- suo fratello, Maredudd ap Rhys (1244-1271) governò su parte del Deheubarth
- suo figlio, Rhys ap Maredudd (1271-1283) governò su parte del Deheubarth

## Regno di Gwynedd
Per i re/principi di Gwynedd si veda Re del Gwynedd.

## Regno di Morgannwg
- Morgan il Vecchio (Morgan Hen o Morgan ab Owain) (930-974) unì i regni di Gwent e Glywysing nel 942 sotto il nome di Morgannwg, ma questi vennero divisi immediatamente dopo la sua morte, rimanendo separati fino al 1055 circa

## Glywyssing
- il figlio di Morgan il Vecchio, Owain ap Morgan (974-ca. 983)
- i fratelli di Owain ap Morgan (date sconosciute)
- suo figlio, Rhys ab Owain (ca. 990-ca. 1000) che regnò su Glywysing congiuntamente ai fratelli,
- Hywel ab Owain (ca. 990-ca. 1043) e
- Iestyn ab Owain (ca. 990-ca. 1015)
- suo fratello, Rhydderch ap Iestyn (ca. 1015-1033)
- suo figlio, Gruffydd ap Rhydderch (1033-1055)

### Regno del Gwent
- Nowy ap Gwriad governò Gwent (ca. 950-ca. 970) mentre Glywysing venne governata congiuntamente dai fratelli di Owain ap Morgan (date sconosciute)
- suo figlio, Arthfael ap Nowy (about 970-983)
- suo cugino, Rhodri ap Elisedd (983-ca. 1015) che regnò assieme a suo fratello,
- Gruffydd ap Elisedd (983-ca. 1015)
- suo cugino, Edwyn ap Gwriad (1015-1045)
- il figlio di Hywel ab Owain, Meurig ap Hywel (1045-1055) che regnò assieme a
- suo figlio, Cadwgan ap Meurig (1045-1074) che per un periodo regnò assieme al
- figlio di Gruffydd ap Rhydderch, Caradog ap Gruffydd (1063-1081)
- Iestyn ap Gwrgan(t) (1081-1091) Iestyn fu l'ultimo governante di un Morgannwg indipendente, che cadde successivamente in mano dei normanni e venne ribattezzato Glamorgan

## Regno di Powys
Rhodri il Grande pose Powys all'interno del principato di Gwynedd, dove rimase fino al 1075
- il figlio di Bleddyn ap Cynfyn, Madog ap Bleddyn (1075-1088)
- suo fratello, Iorwerth ap Bleddyn (1088-1103) che regnò assieme a
- suo fratello, Cadwgan ap Bleddyn (1088-1111)
- suo figlio, Owain ap Cadwgan (1111-1116)
- suo zio, Maredudd ap Bleddyn (1116-1132)
- suo figlio, Madog ap Maredudd (1132-1160)
- suo figlio, Gruffydd Maelor (1160-1191) che regnò solo sul Powys settentrionale
- suo figlio, Owain ap Gruffydd Maelor (1191-1197) che regnò solo sul Powys settentrionale, assieme a
- suo fratello, Madog ap Gruffydd Maelor (1191-1236)
- suo figlio, Gruffydd Maelor ap Madog (1236-1269)

il Powys meridionale venne regnato da
- il nipote di Madog ap Maredudd, Owain Cyfeiliog (1160-1195)
- suo figlio, Gwenwynwyn (1195-1216)
- Llywelyn il Grande, principe di Gwynedd (1216-1240)
- suo figlio, Gruffydd ap Gwenwynwyn (1240-1286)